# 5483 Черкашин
5483 Черкашин (5483 Cherkashin) — астероїд головного поясу, відкритий 17 жовтня 1990 року.
Тіссеранів параметр щодо Юпітера — 3,187.